# Центр громадянського представництва «Життя»

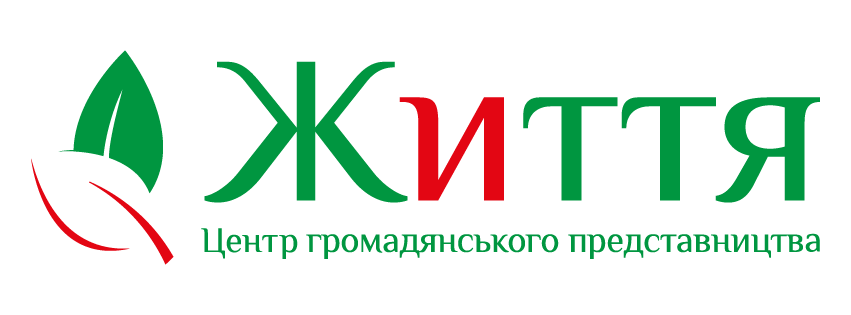
Логотип ГО «Життя»

Центр громадянського представництва «Життя» — громадська неприбуткова організація, заснована у 2009 році. Працює задля зміцнення людського потенціалу та зменшення смертності й захворюваності від неінфекційних захворювань, спровокованих вживанням тютюну, алкоголю, неправильним харчуванням та малорухливим способом життя.
Організація напрацьовує законодавчі зміни та комунікує їх до влади, об'єднує зусилля громадськості, експертів та державних органів, міжнародних організацій щодо створення умов, які полегшують вибір людей на користь їхнього здоров'я.
ГО «Життя» визначило свою місію як підвищення добробуту та потенціалу людей шляхом здійснення ефективного громадянського представництва, впливу на законодавство та політику у сфері громадського здоров'я.

## Проєкти
Медичні попередження на пачках сигарет
16 червня 2009 року Верховна Рада України VI скликання проголосував за зміни до закону щодо запровадження нового маркування на пачках сигарет: на 50 % від поверхні пачки розміщується з одного боку текстове попередження «Куріння вбиває», а з іншого боку — зображення про небезпеку куріння. 4 жовтня 2012 року ці зміни набули чинності.
Звільнення громадських місць від тютюнового диму
З 16 грудня 2012 року набула чинності заборона на куріння сигарет, кальянів та електронних сигарет у закладах ресторанного господарства.
За даними Глобального опитування дорослих щодо споживання тютюну у 2010 році 62,1 % українців зазнавали впливу тютюнового диму в кафе, барах і ресторанах — у 2017 році цей показник знизився до 24 %.
Заборона реклами тютюнових виробів
З 16 вересня 2012 року в Україні заборонені будь-які види реклами, просування та спонсорства тютюнових виробів. Реклама сигарет зникла з телебачення, білбордів та журналів. Тютюнові компанії більше не спонсорують масові заходи.  
Попередження про шкоду куріння на тютюнових виробах
З 4 листопада 2012 року на пачках сигарет запровадили попередження про шкоду куріння на 50 % від поверхні: з одного боку друкується текстове попередження «Куріння вбиває», а з іншого боку кольорове графічне зображення про наслідки куріння.
Протидія втручанню тютюнової індустрії в політику охорони здоров'я
У 2015 році завдяки активним діям ГО «Життя» уряд відкликав позов України у СОТ проти Австралії щодо запровадження стандартизованої упаковки сигарет. Позов був ініційований через лобістський вплив тютюнових компаній на Кабмін.
Український центр контролю над тютюном
ГО «Життя» також реалізує проект Український центр контролю над тютюном, діяльність центру направлена на моніторинг, експертизу та фаховий аналіз визначених сфер контролю над тютюном, а також на вироблення експертних пропозицій для посилення та виконання антитютюнового законодавства України задля скорочення споживання тютюнових виробів в Україні та скорочення поширеності куріння. Діяльність Центру ґрунтується на ключових стратегіях Рамкової конвенції ВООЗ з боротьби проти тютюну, яку Україна ратифікувала у 2006 році.
ГО «Життя» координує роботу Національного сервісу із відмови від куріння.
З 2011 р ГО «Життя» є співініціатором громадської кампанії з моніторингу діяльності представників влади щодо обстоювання комерційних інтересів тютюнових та алкогольних корпорацій всупереч інтересам громадян, передусім, громадського здоров'я, та антипремії «Золота коса» для висвітлення лобіювання інтересів «індустрії смерті» під прикриттям депутатських мандатів та державних посад.

## Засновники ГО «Життя»
Наталія Торопова, Ганна Гопко, Алла Тютюнник.

## Відзнаки ГО «Життя»
У 2010 році голова правління ГО «Життя» Наталія Торопова отримала нагороду імені Джуді Вілкінфілд за внесок у боротьбу з тютюном в Україні та світі.
У 2015 р. Андрій Скіпальський, голова правління ГО «Життя», отримав нагороду імені Джуді Вілкенфілд за значні досягнення у боротьбі з тютюновою епідемією.
У 2015 році ГО «Життя» отримала найвищу міжнародну відзнаку у сфері контролю за тютюном — Bloomberg Philanthropies Awards як найкраща організація у номінації «Захист людей від шкідливого впливу тютюнового диму за допомогою впровадження бездимних законів».
У 2018 році ГО «Життя» отримала нагороду від Всесвітньої організації охорони здоров'я за особливі досягнення у контролі над тютюном.

## Членство у партнерствах
- The European Network for Smoking and Tobacco Prevention [Архівовано 2 квітня 2022 у Wayback Machine.]
- Smoke Free Partnership [Архівовано 12 серпня 2019 у Wayback Machine.]
- Реанімаційний пакет реформ